# Tococa spadiciflora
Tococa spadiciflora är en tvåhjärtbladig växtart som beskrevs av José Jéronimo Triana. Tococa spadiciflora ingår i släktet Tococa och familjen Melastomataceae. Inga underarter finns listade i Catalogue of Life.